# Симбикангва, Паскаль
Паска́ль Симбика́нгва (руанда и фр. Pascal Simbikangwa; род. 1959, Караго, Руанда-Урунди) — бывший офицер президентской гвардии Руанды. Был одним из основных акционеров «Свободного радио и телевидения тысячи холмов».

## Биография
Родился в руандийском селении Караго префектуры Гисеньи (ныне в районе Ньябиху Западной провинции).

### Суд
В 2014 году французским судом признан виновным в причастности к геноциду в Руанде 1994 года. В частности, по версии суда, Симбикангва снабжал оружием ополченцев хуту и предоставлял подробные инструкции относительно того, какие семьи убивать и как, в результате чего были уничтожены сотни тысяч тутси. Суд приговорил Симбикангву, с 1986 года прикованного к инвалидному креслу, к 25 годам лишения свободы. Подсудимый своей вины не признал.